# 23155 Judithblack
23155 Judithblack è un asteroide della fascia principale. Scoperto nel 2000, presenta un'orbita caratterizzata da un semiasse maggiore pari a 2,3000685 UA e da un'eccentricità di 0,1799510, inclinata di 6,91548° rispetto all'eclittica.